# Autopsy
Autopsy este o formație americană de death metal înființată în 1987 în comitatul Contra Costa⁠(d) din California de Chris Reifert și Eric Cutler. Formația a fost desființată în 1995, însă reînființată în 2009.

## Istorie
Autopsy a fost alcătuită în august 1987 de Chris Reifert și Eric Cutler, la scurt timp după plecarea lui Reifert din formația Death. Grupul a înregistrat primul album demo, Demo '87, iar Danny Coralles⁠(d) a devenit membru în 1988, cu puțin timp înainte de înregistrarea celui de-al doilea demo intitulat Critical Madness. După ce a încheiat un contract cu casa de discuri Peaceville Records⁠(d), Autopsy a lansat primul album de studio - Severed Survival - în 1989. Primele înregistrări ale formației exemplificau un stil death metal lent influențat de doom metal. Următorul album de studio - Mental Funeral - a fost produs în același stil și a devenit cel mai influent album al formației. După încheierea unui turneu european de succes, aceștia au revenit în studio pentru înregistrarea extended play-ului Fiend for Blood⁠(d), urmat un an mai târziu de Acts of the Unspeakable. Sunetul celui de-al treilea album era influențat de grindcore. După un alt turneu, de data aceasta în Statele Unite, membrii formației au decis să pună capăt proiectului muzical. Au lansat un ultim album - Shitfun⁠(d) - în 1995, puternic influențat de hardcore punk, și au desființat grupul. Danny Coralles și Chris Reifert au continuat să cânte în Abscess⁠(d).
Autopsy a fost prezentată în documentarul Metal: A Headbanger's Journey, din 2005. În cadrul lungmetrajului, gazda Sam Dunn a citit câteva versuri din melodia „Charred Remains” de pe albumul de debut al formației.

### Reuniune
După câțiva ani de zvonuri cu privire la o reuniune, membrii formației s-au reunit în septembrie 2008 pentru a înregistra două melodii noi cu ocazia lansării unei ediții speciale a albumul Severed Survival (1989). Au revenit pe scenă în cadrul Maryland Deathfest în 2009. După desființarea formației Abscess în iunie 2010, Autopsy a fost reînființată. Au lansat extended play-ul The Tomb Within⁠(d) în septembrie 2010, albumul Macabre Eternal⁠(d) în 2011, DVD-ul Born Undead în 2012, The Headless Ritual⁠(d) în 2013 și Tourniquets, Hacksaws and Graves⁠(d) în 2014. Au urmat alte două extended play-uri: Skullgrinder pe 27 noiembrie 2015 și Puncturing the Grotesque pe 15 decembrie 2017.
În decembrie 2021, formația a anunțat că lucrează la un nou album, acesta urmând să fie lansat în 2022. Pe 27 iulie 2022, s-a anunțat că noul lor album Morbidity Triumphant va fi lansat pe 30 septembrie 

## Influențe
Alături de Possessed și Death, Autopsy este considerată una dintre primele formații de death metal. Formații precum Entombed, Dismember, Gorefest⁠(d), Immolation, Cannibal Corpse și Deicide au fost influențate de Autopsy. Mai mult, Autopsy este pionieră a genului death-doom .

## Membrii formației
- Chris Reifert – baterie, voce principală (1987–1995, 2009–prezent), chitară bas (studio, 1988–1990, 2009–2010)
- Eric Cutler – chitare, voce principală și secundară (1987–1995, 2009–prezent), chitară bas (concerte și studio, 1988–1990, 2009–2010)
- Danny Coralles – chitare (1988–1995, 2009–prezent), chitară bas (concert, 1988–1990, 2009–2010)
- Greg Wilkinson – chitară bas (2021–prezent)

### Foști membri
- Eric Eigard – bas (1987–1988)
- Ken Sorvari – bas (1988)
- Steve Cutler – bas (1990–1991)
- Josh Barohn – bas (1991–1993)
- Freeway Migliore – bas (1993–1995)
- Joe Trevisano – bas (2010–2021)

## Discografie

### Albume de studio
- Severed Survival (1989)
- Mental Funeral (1991)
- Acts of the Unspeakable (1992)
- Shitfun (1995)
- Macabre Eternal (2011)
- The Headless Ritual (2013)
- Tourniquets, Hacksaws and Graves (2014)
- Morbidity Triumphant (2022)

### Extended play/Melodii
- Retribution for the Dead (1991)
- Fiend for Blood (1991)
- Horrific Obsession (2009)
- The Tomb Within (2010)
- Skull Grinder (2015)
- Puncturing the Grotesque (2017)

### Albume live
- Tortured Moans of Agony (1998)
- Dead as Fuck (2004)
- Dark Crusades (2010)
- Live in Chicago (2020)

### Albume demo
- 1987 Demo (1987)
- Critical Madness (1988)

### Compilații
- Ridden with Disease (2000)
- Torn from the Grave (2001)
- All Tomorrow's Funerals (2012)[18]
- Introducing Autopsy (2013)

## Filmografie
- Dark Crusades ( Peaceville Records, 2006)
- Born Undead (produs de Jesse Davis; Peaceville Records, 2012)